# هام جونغ-أوك
هام جونغ-أوك (من مواليد 17 مايو 1985) هو لاعب كرة الطاولة من كوريا الجنوبية.
شارك في دورة الألعاب الآسيوية 2006 في الدوحة بقطر.

## روابط خارجية
- هام جونغ-أوك على موقع الاتحاد الدولي للتجديف (الإنجليزية)
- هام جونغ-أوك على موقع أوليمبيديا (الإنجليزية)